# НТВ-Плюс Спорт Онлайн
НТВ-Плюс Спорт Онлайн — общероссийский спортивный телеканал. Осуществлял своё вещание на платформе «НТВ-Плюс» с 5 января 2004 по 5 января 2015 года. Один из 10 спортивных каналов производства телекомпании «НТВ-Плюс», считался вторым телеканалом общеспортивной тематики из его линейки после «Спорта».

## История
Канал начал вещание 5 января 2004 года. Первоначально на канале не было жёстко структурированной сетки вещания — транслировались только прямые спортивные трансляции, преимущественно те, которые не могли разместить в сетках вещания двух уже существовавших каналов «Спорт» и «Футбол». Также на телеканал часто ставились прямые трансляции с неопределённым временным хронометражем. В перерыве трансляции демонстрировался инфо-экран, где показывались последние спортивные новости и результаты, а также анонсы ближайших прямых эфиров. На стадии запуска канала рассматривалось название «НТВ-Плюс Спорт Экстра», но со временем остановились на названии «НТВ-Плюс Спорт Онлайн».
С 14 по 29 августа 2004 года, в связи с проведением Летних Олимпийских игр в Афинах, на канале «НТВ-Плюс Спорт Онлайн» с 3:00 до 9:55 на временной основе осуществлялось вещание NBA TV. Это обстоятельство было вызвано тем, что эфир «НТВ-Плюс Футбол», на частоте которого обычно включался данный канал, в те же самые часы был заполнен трансляциями по профильному для канала виду спорта, не попадавшими в вечерний эфир из-за загруженности сетки вещания олимпийскими телетрансляциями. Вещание «НТВ-Плюс Спорт Онлайн» велось без перерывов и состояло исключительно из трансляций с тех же игр. С 30 августа 2004 года NBA TV стал снова включаться на «НТВ-Плюс Футбол».
3 сентября 2007 года канал изменил формат, однако название осталось прежним. Канал перешёл на 24-х часовое вещание, и тем самым формат канала стал более приближённым к сетке вещания канала «НТВ-Плюс Спорт». Появились также и 45-минутные блоки спортивных новостей («Спортивное утро, день и вечер»), которые в 2011 году прекратили своё существование.
5 января 2015 года телеканал прекратил своё вещание (на платформе «НТВ-Плюс» канал был исключён 1 января того же года). Кроме того, данный канал официально не вошёл в перечень каналов «НТВ-Плюс», которые разрешено транслировать в сетях платного цифрового телевидения.

## Комментаторы на момент закрытия
- Владимир Гомельский (баскетбол)
- Василий Уткин (футбол)
- Иоланда Чен (лёгкая атлетика)
- Анна Дмитриева (теннис)
- Александр Метревели (теннис)
- Юрий Розанов (футбол/хоккей)
- Денис Панкратов (плавание/водное поло/лыжные гонки)
- Георгий Черданцев (футбол)
- Геннадий Орлов (футбол)
- Владислав Батурин (футбол/пляжный футбол)
- Сергей Наумов (гандбол/водное поло)
- Алексей Мельников (волейбол)
- Константин Генич (футбол)
- Алексей Михайлов (теннис)
- Владимир Гендлин (бокс)
- Михаил Решетов (баскетбол)
- Дмитрий Фёдоров (хоккей/регбилиг)
- Кирилл Дементьев (футбол)
- Тимур Журавель (футбол)
- Денис Косинов (мини-футбол/художественная гимнастика)
- Игорь Швецов (теннис/настольный теннис/конькобежный спорт)
- Денис Казанский (футбол/хоккей)
- Артём Шмельков (футбол/гандбол)
- Михаил Мельников (футбол/хоккей)
- Дмитрий Гараненко (баскетбол)
- Андрей Беляев (баскетбол)
- Сергей Федотов (хоккей)
- Александр Хаванов (хоккей)
- Кирилл Гомельский (американский футбол)
- Алексей Андронов (футбол/американский футбол)
- Александр Шмурнов (футбол/теннис)
- Олег Ушаков (баскетбол)
- Родион Гатауллин (лёгкая атлетика)
- Максим Сенаторов (футбол)
- Владимир Касторнов (волейбол)
- Татьяна Грачёва (волейбол)
- Леонид Сапронов (волейбол)
- Александр Елагин (футбол)
- Михаил Поленов (футбол)
- Роман Гутцайт (футбол/баскетбол)
- Роман Нагучев (футбол/гандбол)
- Павел Занозин (футбол/баскетбол)
- Елизавета Кожевникова (горнолыжный спорт/велоспорт)
- Сергей Дерябкин (теннис)
- Михаил Моссаковский (футбол)
- Дмитрий Шнякин (футбол)
- Софья Авакова (теннис)
- Роман Комин (теннис)
- Александр Собкин (теннис)
- Сергей Крабу (хоккей)
- Олег Мосалёв (хоккей)
- Андрей Юртаев (хоккей)
- Олег Власов (хоккей)
- Владимир Иваницкий (единоборства/самбо/дзюдо/вольная борьба/греко-римская борьба/сумо)
- Нобель Арустамян (футбол)
- Сергей Акулинин (футбол)

### Бывшие комментаторы
- Юрий Дудь (2011—2012, футбол)
- Сергей Заяшников (2004—2009, тайский бокс)
- Глеб Золотовский (2004—2010, футбол/футзал)
- Оксана Карась (2004—2007, синхронное плавание)[11][12]
- Кирилл Кикнадзе (2004—2014)
- Геннадий Клебанов (2004—2007)
- Александр Кузмак (2004—2006, хоккей)
- Владимир Маслаченко (2004—2010, футбол)
- Виктор Набутов (2004—2006)
- Наталья Пакуева (2004—2007, спортивная/художественная гимнастика)
- Василий Парняков (2004—2010, лёгкая атлетика/лыжные гонки)
- Олег Пирожков (2005—2013, футбол/хоккей)
- Наталья Соболева (2004—2006, теннис)
- Василий Соловьёв (2004—2014, фигурное катание/гольф)
- Александр Ткачёв (2004—2006, хоккей)
- Анна Ткачёва (2004—2006(?), стрельба)
- Роман Трушечкин (2013, футбол)[13][14]
- Дмитрий Хайтовский (2004—2014, американский футбол)
- Дмитрий Чуковский (2004—2011, бадминтон/парусный спорт)